# トマス・ピーター・アンダーソン・ステュアート
サー・トマス・ピーター・アンダーソン・ステュアート（Sir Thomas Peter Anderson Stuart、1856年6月20日 - 1920年2月29日）は、スコットランド生まれの生理学者、シドニー大学医学校の創設者。

## 生い立ち
ステュアートは、スコットランド南部のダンフリース (Dumfries) に、衣料品仕立て職人の親方で、微罪判事 (magistrate) や市議会議員などの公職も務めたアレクサンダー・ステュアート (Alexander Stuart) と、その妻ジェーン (Jane)、旧姓アンダーソン (Anderson) の間の息子として生まれた。ステュアートは、ダンフリース・アカデミー (Dumfries Academy) で14歳まで教育を受け、薬屋の徒弟修行に入った。ステュアートは、程なくして薬剤師会の予備試験に合格し、16歳のときには認定試験に合格して21歳に達した時点で薬剤師として登録する資格を得た。ステュアートは、医学を志し、早朝や夜間に働きながら、エディンバラ大学の予備試験に合格した。ステュアートは、ドイツのヴォルヘンビューテル (Wolfenbüttel) で1年を過ごし、フランス語とドイツ語を学び、1875年11月にスコットランドに戻った。エディンバラ大学で学び始めたステュアートは、大学医学部始まって以来の最も輝かしいキャリアを歩むこととなった。ステュアートは、10個のメダルを授与され、その他の褒賞や奨学金を獲得した。ステュアートが若い医学生であった頃、ジョセフ・リスター (Joseph Lister) が外科手術に革命的な変化をもたらしたため、ステュアートは新旧双方の手法で手術を行なう機会を得た。ステュアートは1880年に第一級の栄誉を得て、M.B.（医学士）、C.M（外科医学修士）の学位を得、さらにエトルズ奨学金 (the Ettles scholarship) を獲得した。ステュアートはウィリアム・ルサフォード (William Rutherford) 教授から、主任実験助手となるよう求められ、その準備のためにストラスブールで生理学と化学をさらに学ぶことになった。1年後、ステュアートはエディンバラに戻り、実験助手の任に就き、1882年にはM.D.を授与された。1882年11月21日、ステュアートはエリザベス（リザ）・アインスリー (Elizabeth (Lizza) Ainslie) と結婚した。

## シドニー大学

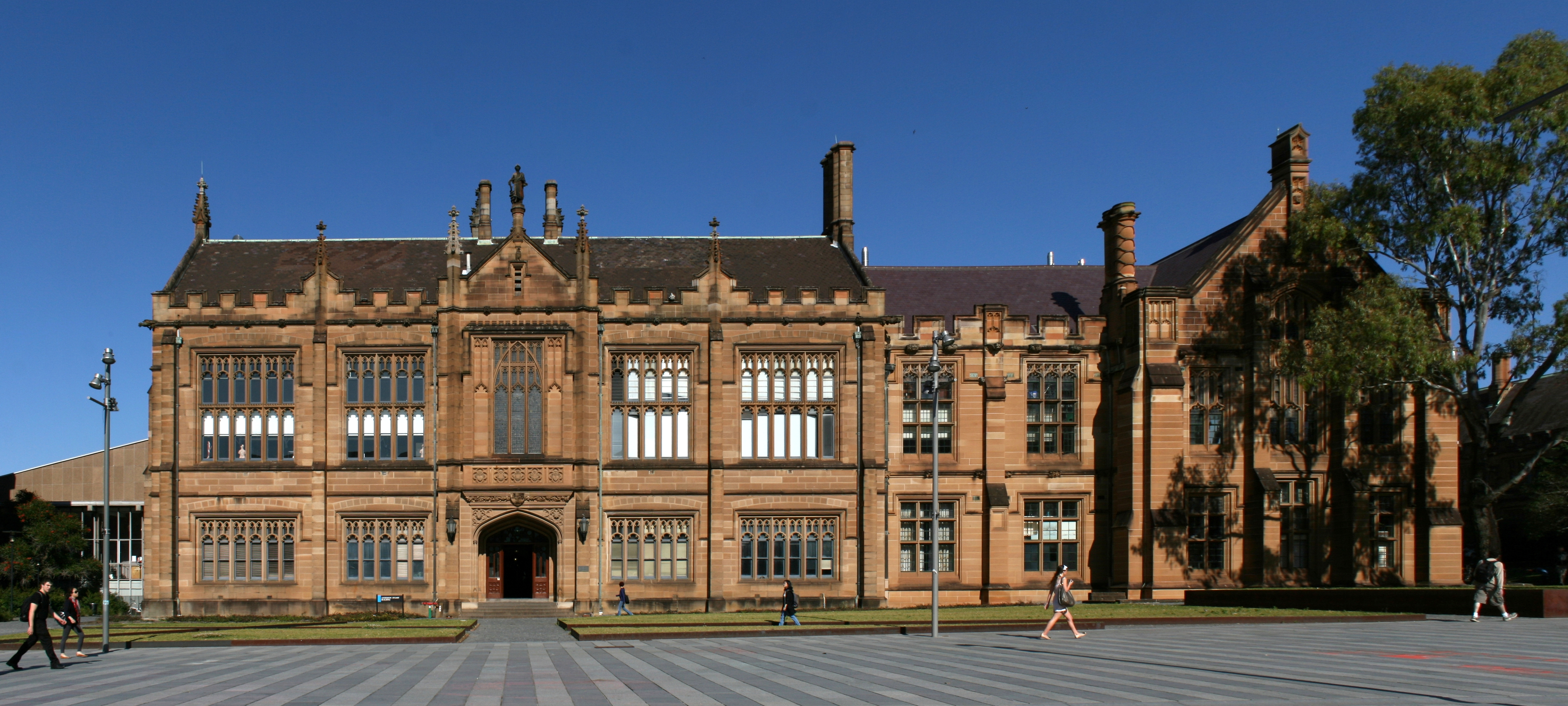
ステュアートの名を冠した、シドニー大学のアンダーソン・ステュアート棟。

1882年、シドニー大学に医学校を組織することが決定され、解剖学と生理学の教授職が公募となった。適任者の選定は複数の機関に委嘱されたが、イングランド王立外科医師会、エディンバラ大学、エディンバラ王立外科医カレッジ (Royal College of Surgeons of Edinburgh)、グラスゴー王立内科・外科医カレッジ (Royal College of Physicians and Surgeons of Glasgow) は、いずれもステュアートを適任者として選んだ。選任されたステュアートは、妻とともに「パラマタ (Parramatta)」号に乗船してオーストラリアへ赴き、1883年3月にシドニーへ到着した。当初、医学校の建物は、湿っぽく漆喰も塗られていない4部屋の建物ひとつがあるだけで、カリキュラムの整備や、講師、実験助手、副手の組織が必要な状況であった。最初の学年には4人しか学生がいなかったが、ステュアートには医学校を大きな発展を実現させる想像力があり、すぐに新たな建物の建設に向けた構想を生み出した。1884年6月、大学は恒久的な医学校の建物を建設することに同意し、設計図面が政府の建築士であったジェイムズ・バーネット (James Barnet) によって用意された。建築計画は1884年11月に承認され、1885年には政府が15,000ポンドの建設資金を用意した。1889年に建物はほぼ完成し、内装は1892年に完成した。この建物は、ゴシック・リヴァイヴァル建築の傑作と見なされている。医学校の学生数は、1883年の6名から、1912年には604名へと増加した。医学校の建物が完成すると、ステュアートは他の仕事にも集中して取り組むことができるようになり、大学敷地の改善なども実現した。ステュアートはまた、ニューサウスウェールズ各地の図書館に科学書の蔵書を充実させた。ステュアートは、人物を見る目をもち、彼の下で実験助手や講師を務めた人々のなかからは、サー・アレキサンダー・マコーミック (Sir Alexander McCormick)、ジェイムズ・トマス・ウィルソン (James Thomas Wilson) 教授、サー・ジェイムズ・グレイアム (Sir James Graham)、サー・チャールズ・ジェイムズ・マーティン (Sir Charles James Martin)、サー・アルムロス・ライト (Sir Almroth Wright)、ヘンリー・ジョージ・チャップマン (Henry George Chapman) 教授など、後に大成した者が数多く輩出した。ステュアートの講座は、1890年に分割され、ステュアートは生理学担当に専念し、新設された解剖学担当の教授にはウィルソンが任命された。

## 欧州旅行
1890年、ヨーロッパ大陸を訪問中だったステュアートは、政府から、ベルリンへ赴き、ロベルト・コッホ博士の結核治療法について報告することを依頼された。この結果として綴られた報告は、非常に有意義なものとなった。ステュアートは、種痘が予防手段として有効であるとは考えなかったが、コッホによって、結核だけでなく、様々な病の非常に有効な治療法に繋がっていく可能性を含んだ、広大な研究領域が切り開かれたことを認識した。1891年に再度ヨーロッパを訪れた際、ステュアートはさらに調査を進めたが、コッホの治療法を失敗であるとする結論には達しなかった。オーストラリアに戻ったステュアートは、保健委員会のメンバーに加わることを要請され、1893年から1896年まで政府の医療顧問、保健委員会委員長を務め、この2つの職から年1030ポンドの報酬を得た。ステュアートが、大学の常勤職にとどまったままで、これらの公職に就いたことには、批判の声も上がった。この件に対処した公職に関する委員会は、ステュアートが極めて効率的に職務をこなしていたことを認めながらも、政府の公職に専念すべきであるとする判断を下した。ステュアートは委員長職を辞任したが、以降も終生、委員会のメンバーにとどまった。

## 王立プリンス・アルフレッド病院と後年
その後のステュアートは、時間を見つけては公の場で講演し、また、王立プリンス・アルフレッド病院 (Royal Prince Alfred Hospital) に積極的に関わるようになった。ステュアートが1901年に会長となったこの病院は、もっぱらステュアートの手腕によって、オーストラリア最大の総合病院に成長した。1901年には、ステュアートの尽力によりシドニー大学に歯学校が新設された。1905年には、シドニー合同歯科病院 (United Dental Hospital of Sydney) の初代院長の座に就いたが、その過程では、ヘンリー・ピーチ (Henry Peach) をリーダーとするアメリカ合衆国で教育を受けた歯科医たちからの反対を乗り越えなければならなかった。
ステュアートは、1908年にはクイーンズランド州タウンズヴィル (Townsville) の熱帯医学研究所 (the Institute of Tropical Medicine) の創設に関わり、1914年にはナイト・バチェラーに叙勲された。ステュアートは1919年はじめに病を得たが、診査手術によって腹部の癌が絶望的な状態にあることが明らかになった。ステュアートは勇気を振るって1920年1月まで仕事を続け、1920年2月29日にニューサウスウェールズ州ダブルベイ (Double Bay) の自宅で没した。 ステュアートは、生涯に2度結婚しており、最初は1882年にアインスリー嬢と結婚したが、妻はモルヒネの過剰摂取によって1886年2月28日に死去してしまい、その後、1894年にドロシー・プリムローズ嬢 (Miss Dorothy Primrose) と再婚していた。（ステュアートがナイトを叙勲した時点での妻であり、レディ (Lady) の称号を付けて言及される）後妻のレディ・ステュアートと、4人の息子たち（うち2人は後に医師となった）が後に遺された。シドニーのナショナル・ギャラリーには、サー・ジョン・ロングスタッフ (Sir John Longstaff) が描いた肖像画が収蔵されている。ジェイムズ・ホワイト (James White) による、ステュアートの大理石の胸像は、王立プリンス・アルフレッド病院とシドニー大学がそれぞれ所有している。
孫娘のプリムローズ・ポター (Primrose Potter (Lady Potter)) の名は、ステュアートの後妻の旧姓から採られている。

## 人物
ステュアートは背が高く、その目立つ鼻から、ラテン語で「カラス」を意味する「コラックス (corax)」から、「コラコイド (Coracoid)」とあだ名されていた。ステュアートは講義者としても秀でており、第一級の教師であって、鋭いビジネス感覚も備えていた。ステュアートはしばしば敵を作ることを辞さず、他人の意見に耳を傾けたがらないこともあった。